# Gueorgui Gueorguíev Dimitrov
|  | No s'ha de confondre amb Gueorgui Dimitrov (desambiguació). |

Gueorgui Gueorguíev Dimitrov (búlgar: Георги Димитров)  (Gledatxevo, 14 de gener de 1959 - Sofia, 8 de maig de 2021) fou un futbolista búlgar de la dècada de 1980.
Fou 77 cops internacional amb la selecció búlgara amb la qual participà en la Copa del Món de Futbol de 1986.
Pel que fa a clubs, defensà els colors de Beroe Stara Zagora, CSKA Sofia, AS Saint-Étienne i Slavia Sofia.